# 스웨덴 의회
스웨덴 의회 또는 릭스다겐(스웨덴어: riksdagen 또는 스웨덴어: Sveriges riksdag)은 스웨덴의 단원제 의회이다. 비례대표제로 선출된 349명의 의원으로 구성되어 있으며, 임기는 4년이다.

## 기능

### 입법

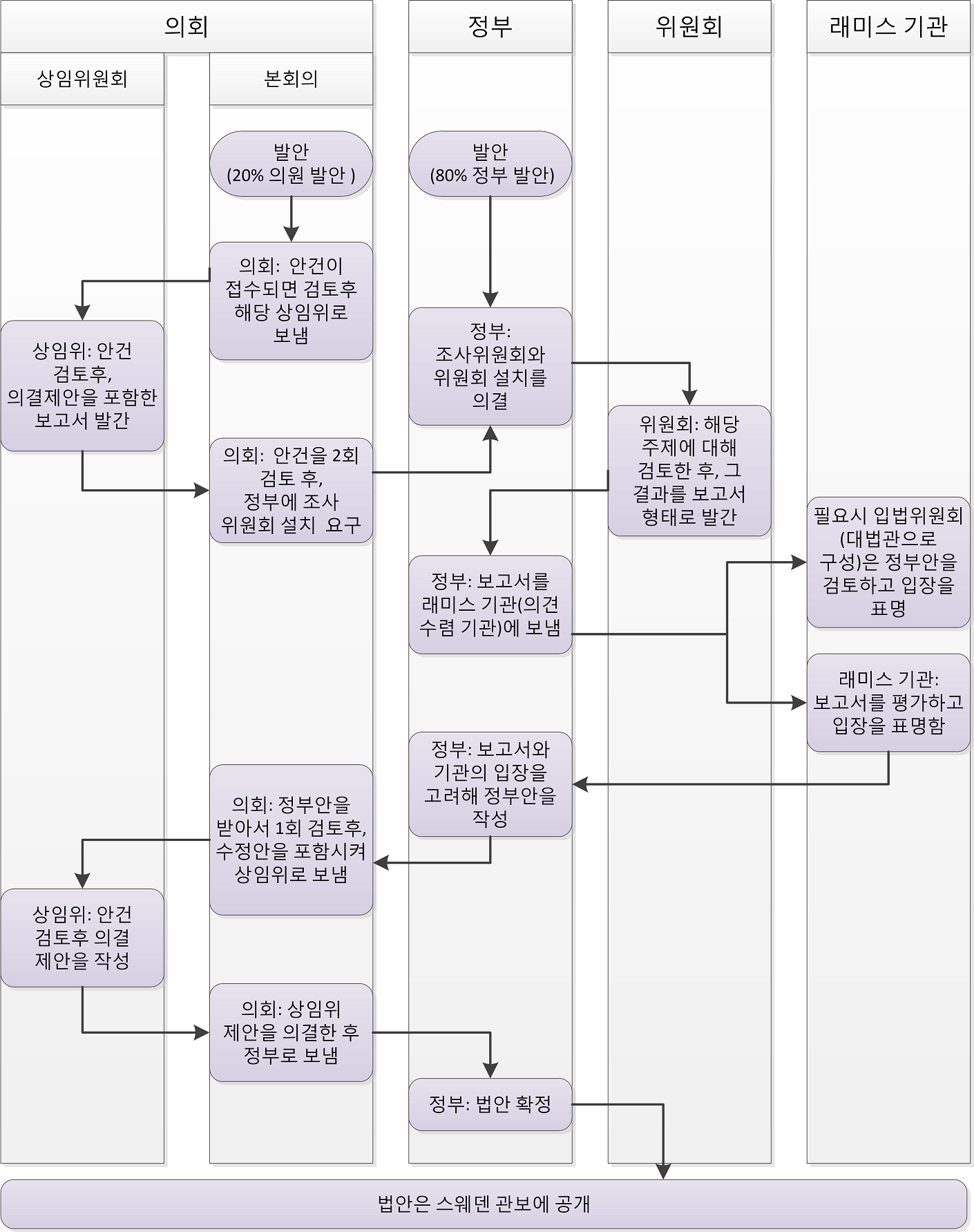
스웨덴 입법과정

스웨덴 의회도 다른 의회처럼 가장 기본적인 기능인 입법의 기능이 있다. 법안을 제정 및 개정할 수 있다.
입법과정을 살펴보자. 정부와 의원은 법안 발안권을 가지고 있다. 스웨덴의 경우 한국등 여러나라와 달리 의원이 법안을 발안하기 위한 최소 서명인원이 없다. 다시말해 의원 개개인이 법안을 발의 할 수 있다. 법안 발의 건수를 비교해보면, 정부안이 80%고, 의원발의 법률안이 20 %정도를 차지한다.
정부 법안을 제출하기 전에 조사위원회를 구성해 관련 전문가에게 조사하도록한다. 이때 정부는 방향을 제시할 수 있다. 조사위원회의 조사를 통해 검토한 후 타당하다는 결론이 나오면 의견수렴기관(래미스 기관)에 조사위원회의 보고서를 보내 검토 및 의견 제시를 요구한다. 이때 정부는 필요한 경우 입법위원회(대법관으로 구성되었으며, 합헌여부를 사전 심의한다.)에 보내 법률의 합헌성을 검토하도록 한다. 의견을 취한한 후 정부는 최종적으로 법률안을 작성해서 의회에 제출한다.
의원입법의 경우 의회에서 접수한 후 상임위로 보내 검토한 후 본회의의 검토를 거쳐 정부에 넘겨, 조사연구와 의견수렴 절차를 밟도록 한다. 이 과정은 정부 입법과정과 동일하다.
의회제 제출된 법안은 본회의의 겸토를 거친후, 수정안등을 포함시켜 해당 상임위로 보낸다. 상임위는 법안을 검토한 후 의결 제안을 작성한다. 다시 본회의로 넘겨 상임위안을 의결한다. 과반수의 찬성을 얻으면 정부로 보낸 법안을 확정하고, 관보 게재를 통해 법률을 공개한다.

### 예산결정
의회의 핵심기능중 하나가 중앙정부의 예산을 결정하는 일이다.

#### 수입, 지출 및 부채
예산안은 수입과 지출, 수입보다 지출이 많을 경우 부채를 포함한다. 수입은 90 %가 세금이며, 세금에는 소득세, 부가가치세, 관세 등이 있다. 그외에 차관의 상환이나, EU 지원금 등이 있다.
지출은 학생지원, 국방, 에너지, 교통, 통신 등의 분야로 나뉘며, 사회보험부분이 가장 많은 지출을 차지한다. 지출항목을 예를 들면 다음과 같다.
- 교육
- 국방
- 경찰
- 실업급여
- 지방정부 교부금
- 유럽공동체 분담금

부채는 적자예산의 경우 발생하며, 정부가 다른 나라에서 빌린 돈이며, 스웨덴 국가부채가 된다.

#### 예산 결정과정
예산 결정과정은 봄에 정부가 춘계 재정정책 법안을 제출하면서 시작된다. 이 법안에는 스웨덴 경제정책과 예산 정책의 가이드라인이 포함되어 있다. 9월에는 모든 예산안이 포함된 2차 예산안이 제출된다. 경우에 따라 추가경정 예산안이 제출되기도 한다.
정부는 춘계 재정정책 법안을 4월 15일까지 제출해야 하며, 의회는 이 법안을 6월까지 의결해야 한다. 의회는 11월말까지 전체 예산액과 분야별 한계를 결정한다. 12월 중순까지는 분야별 구체적 예산안이 통과된다. 물론 의회는 수입추정치를 고려해서 예산안을 결정해야 한다.
의회가 결정한 예산의 집행과정에서 특정부분의 지출이 더 많이 필요한 경우, 예산안 수정을 통해 추가로 지원되며 이를 추가경정예산이라고 한다. 추가경정예산법안은 4월과 9월 사이에 제출되어 논의 된다.
예산안 논의과정에 의원은 정부안에 대한 대안을 제출할 수 있다. 본회의에서 예산안을 채택하기 전에 각 상임위에서 심도깊은 논의가 이뤄지며, 이 과정에서 재정위원회가 특히 많이 역할을 한다.

### 행정부 견제

#### 헌법 상임위원회
헌법위원회는 정부활동이 법을 잘 준수하고 있는지를 살핀다. 헌법 위원회는 문서조사와 질의, 청문회의 방법으로 조사를 하며, 위원회는 그 결과를 보고서 형태로 발간한다. 이 보고서는 일반적으로 언론의 주목을 많이 받는 편이다. 보고서의 내용은 장관이 다른 기관이 결정해야할 일에 개입했다던가, 장관의 발언이나 총리의 언론관계. 공무상 여행비용 같은 내용들이 포함된다.

#### 대정부 질문
대정부질문은 모든 위회가 가지고 있는 행정부 견제 수단이다. 스웨덴 의회에서는 의원들이 매년 1천여건의 대정부 질문을 한다. 대부분의 질문은 야당 소속의원이 하지만, 지역구관련 문제에 대해 정부가 소홀하다고 판단하면 여당의원들고 대정부질문을 통해 문제를 제기를 한다.
질의는 서면으로 제출되며, 질의를 받은 정부는 14일 안에 답을 해야 한다. 답변을 못할 경우 그 이유를 설명해야 한다. 답변은 서면으로 할 수도 있고, 장관이 의회에 직접 답변할 수도 있다. 질의가 격렬한 토론으로 이어지기도 한다. 예를 들어 "45번 도로" 관한 질문을 3명의 의원이 했다고 하면, 45번 도로는 여러지역을 지나기 때문에 이해 당사자가 많은 다른 의견이 제시되고, 격렬한 토론으로 이어지기도 한다.
매주 목요일은 질의 시간이 있으며, 3주에 한번은 총리가 참석한다. 질의시간은 1시간으로 제한되어 있어, 의장의 질문할 의원과 답한 장관을 정한다. 다른 의원은 추가 질문을 할 수 있다.
서면질의는 연중 언제들지 할 수 있고, 정부는 4 근무일 안에 답을 해야한다. 답변은 서면으로 하고 추가적 토론은 없다.

#### 불신임
의회는 총리와 장관에 대한 불신임안을 통과시킬 수 있다. 의원 35명이상의 지지로 불신임안이 발안되며, 175명이상이 지지하면 불신임안이 통과된다. 총리에 대한 불신임안이 통과되면, 내각 전체가 사임해야 한다. 사임을 거부하면 자동으로 의회가 해산되고 임시 총선거가 실시된다. 임시 총선거에서 선출된 의회의 임기는 기존 의회의 잔여임기와 같다. 장관에 대한 불신임안이 통과되면, 해당 장관은 사임해야 한다.
현재까지 다섯번의 불신임 투표가 있었으며, 모두 부결됐다. 두번의 불신임안은 통과 가능성이 높아지자 투표이전에 사임했다. 1981년에는 내각전체가 사임한 바 있고, 1988년에는 법무부 장관이 사임한 바 있다.

#### 의회 옴부즈만
의회 옴부즈만(스웨덴어: Justitieombudsmännen, JO)은 스웨덴 정부기관에 의해 부당한 대우를 받았다고 느끼는 사람들의 호조를 받아, 조사후 해당기관에 시정을 권고하는 기관이다. 옴부즈만은 조사결과 행정기관이나 법원등의 스웨덴 법률을 위반했다는 결과가 나오면 해당기관에 시정권고문을 발송한다. 대부분의 경우 시정권고를 받은 기관은 옴부즈만의 권고에 따라 시정하고 있다. 법률이 위반의 정도가 심한 개인의 경우 기소하기도 하고, 약한 경우 경고조치를 내린다. 또 옴부즈만은 때로 법안을 수정해야 한다는 결론을 내리고, 이를 의회와 정부에 전달하기도 한다.
스웨덴 의회 옴부즈만은 4명으로 구성되어 있으며, 의회에서 선출한다. 이들은 정치적으로 중립적이며, 연간 5000여건의 불만을 처리하고 있다.

#### 감사원
감사원은 의회 소속 기관으로 중앙정부의 재정을 사용하는 정부부처와 행정기관을 조사하는 기관이다. 감사원의 목표는 국가 재정의 최적화된 사용과 효율적인 행정을 지원하는 것이다. 조사는 모든 중앙 정부활동을 대상으로 하며, 독립적으로 이루어진다. 감사원의 독립성은 헌법이 보장하고 있다.
감사원장은 감사원을 이끌며, 의회에서 선출된다. 의회의 선출과 별도로 감사원이 어느 기관을 어떻게 조사할 지는 독립적으로 결정한다. 의회가 선출하는 감사 지문위원회를 두고, 감사원의 활동을 감시하도록 하고 있다.
감사원은 연례감사와 성과감사를 실시한다. 연례감사는 모든 중앙행정기관의 연례보고서를 통해 이뤄지며, 회계와 규정준수를 대상으로 한다. 성취감사는 정부부처, 행정기관, 의회 사무처중에서 무작위로 선정해 얼마나 효율적으로 운영되는 지를 감사한다.

## 조직
스웨덴 의회는 본회의장에서 정당 또는 교섭단체별로 앉지 않고, 지역구별로 착석한다.

### 의장
의장은 의원들의 투표로 결정되며, 임기는 의회의 임기와 같다. 명확한 규정은 없지만, 1982년부터 연정에 참여한 정당중 다수당에서 의장을 맡아오고 있다. 의장은 국왕 다음의 지위로 총리보다 앞선다. 의장은 새 정부구성시, 다른 서구 국가들과 달리 연정을 구성할 당대표에게 정부구성을 위임하고, 불신임투표나 총리의 의견에 따라 장관을 해임한다. 또 왕이나 그의 대리자가 국가원수직을 수행하지 못할 경우 하원의장이 섭정역할을 수행한다. 그리고 의장은 의회활동을 계획, 조직하는 역할을 한다. 의장은 중립성이 요구되기 때문에 상임위활동이나 본회의 토론에 참여하지 않는다.
의장외에 부의장 3인을 선출한다. 부의장들은 의장과 더불어 회의를 진행하며, 대외적으로 의회를 대표한다. 부의장의 경우 의장과 달리 의원으로써 일상적 의정활동에 참가한다. 부의장은 의장을 배출한 정당을 제외한 정당중에 의석이 많은 정당순으로 선출한다.

### 상임위원회
스웨덴 의회에서는 15개의 상임위원회와 유럽상임위원회가 있다. 상임위는 해당분야에 대한 결정을 본회의에서 내리기전에 검토해 결정안을 제시한다. 상임위에서 결정안을 만들기전에 교섭단체의 의견도 수집한다. 안건에 따라서 야당이 대안을 제출하기도 하는데 이 또한 상임위에서 이루어진다.
각 상임위원회에는 17명의 의원이 상임위원이 된다. 이 중 1인을 상임위원장과 부위원장을 선출한다. 위원장이 여당이면 부위원장은 야당(사민당)이, 위원장이 야당이면 부위워장을 여당이 차지한다. 대한민국 국회의 모든 의원이 1개의 상임위원회에 소속되는 것과 달리 일부만 상임위원이 된다. 의원들은 일반적으로 1개의 상임위원회의 상임위원이 되고, 다른 1-2개 상임위원회의 부상임위원이 된다. 위원장과 부위원장, 원내총무등은 1개 상임위원회에만 속한다.
상임위원회 목록은 아래와 같다.
- 민정 상임위원회
- 헌법 상임위원회
- 문화 상임위원회
- 국방 상임위원회
- 교육 상임위원회
- 환경 농업 상임위원회
- 재정 상임위원회
- 외교 상임위원회
- 보건복지 상임위원회
- 산업무역 상임위원회
- 법무 상임위원회
- 노동시장 상임위원회
- 사회보험 상임위원회
- 세무 상임위원회
- 교통•통신 상임위원회

- 유럽연합 상임위원회

### 원내 정당
원내 정당은 스웨덴 의회에서 중요한 역할을 한다. 원내그룹은 독자적 지원조직을 가지고 있으며, 다른 정당조직과 긴밀한 협력을 한다. 상임위원회나 본회의에서의 논의하기 전에 원내 정당에서 먼저 논의 된다. 하지만 원내 그룹은 스웨덴 법상 공식 기관은 아니다. 의회내 공직 선출과 의장 자문과 관련한 법에 언급될 뿐이다. 따라서 정당원내그룹은 당내 규칙에 따라 운영된다.
원내 정당의 역할은 여당이냐 야당이냐에 따라 달라진다. 여당인 경우 정부의 정책을 지원하는 역할을 하고, 야당인 경우 정부 정책에 대한 비판과 대안제시의 역할을 한다. 원내 정당은 화요일 오후에 모임을 갖는다. 집행위가 안건을 준비하며, 원내 선거전략이나 소속 의원 주요 발의 법안이 논의되고, 정당안에 대한 입장이 제시된다. 원내 정당은 또 상임위원회 별로 그룹을 형성해 해당 전문분야별로 법안을 준비하거나 정부안에 대한 입장을 정한다. 그리고 원내 정당은 당 소속 원외 전문가와 논의하기도 한다. 주요이슈에 대해서는 원내 정당 전체의 논의를 통해 결정되지만, 덜 중요한 이슈의 경우 상임위원회 그룹이 책임지고 결정한다.
스웨덴 의회는 관습적으로 페어링이 존재한다. 개별 의원의 의결시 투표 불참으로 결과가 왜곡되는 것을 막기위해, 블록별로 한 의원이 불참하면 정당간 합의에 의해 다른 블록의 의원이 기권하는 제도이다.
각 원내정당은 전문가와 정책보좌역, 당 소속의 보좌진으로 구성된 원내정당 비서진의 지원을 받는다. 원내정당 비서진의 규모는 정당의 크기에 따라 매우 다양하다.

### 사무처
사무처는 의회산하 행정기관으로 의회를 지원하는 업무를 수행한다. 사무처는 사무처장이 이끄며, 사무처장은 의회가 임명한다. 사무처는 본회의 비서국과 15개 상임위원회와 유럽연합 상임위원회 비서국, 행정국, 커뮤니케이션국, 국제국으로 구성되어 있다.

## 의원 및 정당에 대한 지원

### 의원에 대한 지원
스웨덴 의회 의원은 월급으로 5만6천 SEK(약 1천만원)을 받는다. 스웨덴 의회 의장은 14만 SEK을 받으며, 이는 수상의 월급과 동일하다. 의원들 중에 의회에서 50km이상 떨어져서 거주하는 경우 스톡홀름 체제비가 월 7천 SEK까지 추가 지급된다. 의원이 육아휴직을 하거나, 병가를 내는 경우 공무원과 같은 방식으로 일정 정도 월급이 삭감되어 지급된다. 공무수행을 위한 여행비도 지급된다(거지주에서 의회까지 이동도 공무상 여행으로 본다). 공무상 해외 여행비용의 경우 임기내에 5만 SEK까지 사용할 수 있다. 의회내 사무실이 배정되며, 컴퓨터, 노트북, 프린터, 핸드폰 등이 지급된다. 핸드폰 사용료와 인터넷 사용료도 지급되며, 개인용도의 통화는 제외된다. 상해보험과 생명보험도 지원된다.
이외에 의원은 일반연금외에 추가 연금을 지급받는다. 65세 이전에 사임하는 경우 최소 3년간 일정비율로 소득보전을 받는다. 소득보전 금액은 의원 재직기간과 나이에 따라 다르게 지급된다. 스웨덴 의회의 경우 요건이 되면 언제든지 휴직을 신청할 수 있다. 하지만 휴직요건은 까다로운 편으로, 장관으로 근무하거나, 병이나 육아문제로 휴직하는 경우, 국제기구의 임무를 수행하는 경우로 제한되고 있다.

### 정당에 대한 지원
정당은 민주주의에 있어서 핵심요소이다. 그래서 여러 국가에서 정당에 재정을 지원한다. 스웨덴도 국가와 스웨덴 의회, 지역의회에서 정당에 재정지원을 하고 있다. 국가와 의회는 스웨덴 정당에 4억2천5백만 SEK(약 760억원)를 지원하고 있다. 의회 의석을 가진 정당은 의석수에 따라 지원이 되며, 의석이 없는 정당중에 최근 2회의 선거중에 2.5 % 득표한 정당에도 지원이 이루어진다. 재정은 중앙당에 이루어지며, 지역과 중앙간의 배분이나 사용분야의 결정은 정당이 한다.
원내 정당의 경우 최근 2회 선거결과에 따라 배정하며, 현재 의석당 333,300 SEK을 배정하고 있다. 당운영을 위해 정당별로 기본 58십만 SEK을 배정하고, 여당에게는 의석당 16,350 SEK을 추가 배정하고, 야당에게는 의석당 24,300 SEK을 추가 배정한다. 그 외에 의원 1인당 보좌관 고용비용으로 매월 51,800 SEK이 지급된다.
원내 교섭단체에 대한 지원도 이루어진다. 여당의 경우 기본 170만 SEK을 지원하고, 야당에게는 340만 SEK이 기본 지급된다. 추가로 의석 57,000 SEK이 추가 배전된다.

## 선거제도
스웨덴은 의원을 4년마다 정당명부 비례대표제로 349명 선출한다. 310명은 중대선거구에서 선출하고, 나머지 39명은 전국단일선거구로 선출한다. 의석은 전국적으로 4 %이상 득표하거나, 지역구에서 12% 이상 득표한 정당에 배정된다. 우선 지역구별 의석을 지역구 정당득표를 수정 상트라귀방식으로 배정한다. 스웨덴 전체 정당간의석 배정했을 때 정당별 의석수와 지역구 당선자의 수의 차이 만큼 39개의 보정의석을 추가 배정한다. 보정의석은 전국단위 비례대표명부가 따로 있는 것이 아니라 선거구(광역단체) 중에 상트라귀방식으로 계산했을 때 비교숫자가 높은 주에 배정하게 된다. 정당내 당선자 결정은 개인 선호투표가 8% 이상 득표한 후보는 정당명부 순위에 상관없이 먼저 당선자가 되며, 나머지는 정당명부 순서에 의해 당선자가 결정된다. 정당이 한 종류의 순위 명부를 작성해야만 하는 것이 아니기 때문에 "비교득표수"를 구해 순서대로 당선자를 결정한다. 그리고 낙선자 중에 정당별로 예비 당선자를 정하기 때문에 의원이 휴직하거나 사임했을 경우에도 보궐선거는 거의 실시되지 않는다.
비교득표수는 각 순위별 득표수를 그 순위로 나눈 값의 합의 구한다. 정당이 순위명부를 한 종류만 제시한 경우 정당이 제시한 순위가 당선순위가 되지만 여러 종류의 순위명부를 제시한 경우 복잡한 계산 과정을 거치게 된다.
스웨덴 선거의 투표 용지는 선관위만 제작하는 것이 아니라 정당도 제작한다. 1)정당명과 후보 명부가 포함된 투표 용지, 2)정당명만 표기된 투표 용지, 3)아무것도 표시되지 않은 투표 용지가 있다. 유권자는 1)번 투표용지를 후보개인에 대해 표시를 해 선호투표를 할 수도 있고, 2)번 투표 용지에 후보를 이름을 기입해 투표할 수도 있다. 이름 기입하는 경우 그 이름이 선거권이 있는 사람이면 유효표가 되고, "예수"나 "해리 포터"같은 가상의 이름인 경우 정당투표만 유효표가 된다. 2)번 투표 용지를 이용하거나, 3)번 투표용지에 정당명을 기입해 정당투표를 할 수도 있다. 또 1)번 투표용지에 선호투표를 하지 않으면, 이 투표용지의 순서는 비교득표수 계산의 기준이된다. 투표용지 종류별로 표시된 고유번호는 개표를 용이하게 하기 위해 사용된다.

투표용지 예 1). 정당+명부
투표용지 예 2). 정당
투표용지 예 3). 공백

## 현 의회

스웨덴 의회 의석 분포

현 의회는 2018년 9월 9일 선거로 선출되었으며, 중도우파 연합이 소수연정을 구성하고 있다. 정당별 의석 분포는 아래와 같다.
| 정당명 | 정당명           |    | 사상                                | 스웨덴 국회 의석수 |
| ------ | ---------------- | -- | ----------------------------------- | ------------------ |
|        | 사회민주노동자당 | S  | 사회민주주의, 민주사회주의          | 101                |
|        | 온건당           | M  | 자유주의, 보수주의                  | 70                 |
|        | 스웨덴 민주당    | SD | 민족주의, 민족적 보수주의           | 62                 |
|        | 중앙당           | C  | 중도주의, 사회적 자유주의, 농본주의 | 31                 |
|        | 좌파당           | V  | 민주사회주의, 여성주의              | 28                 |
|        | 기독교민주당     | KD | 기독교민주주의, 사회적 보수주의     | 23                 |
|        | 자유당           | FP | 사회적 자유주의                     | 19                 |
|        | 녹색당           | MP | 녹색 정치                           | 15                 |

## 역사
스웨덴 의회의 역사는 1435년 아르보가(Arboga)에서 소집된 귀족모임까지 거슬러 올라간다. 1527년 이 비공식 모임을 "구스타프 1세 바사"가 4개의 계급을 대표하는 신분제 의회로 개혁하면서 의회의 역사가 본격적으로 시작됐다. 신분제의회가 대표한 계급은 귀족과 성직자, 부르조아지(상인, 무역상, 변호사등), 농민을 각각 대표했다. 신분제 의회는 1865년 현대적 양원제로 개편될 때까지 유지되었다.
1866년 6월 22일 릭스다겐은 의회를 양원제로 개편하기로 결정했다. 155명으로 구성된 상원과 233명으로 구성된 하원을 도입했다. 상원은 지역의회를 통해 간접적으로 선출됐고, 하원은 직접선거로 선출됐다.
헌법 개정에 의해 1970년 처음으로 350명으로 구성된 단원제가 도입되었다. 다음 선거에서 정부를 지지하는 의원이 175명이고, 야당이 동원할 수 있는 의원이 175명인 상황이 발생했다. 몇몇 안건은 가부동수가 되어, 최종적으로 추첨을 통해 결정을 해야 했다. 이런 문제를 없애기 위해 1976년부터 의원수를 349명으로 줄였다.

### 의석 분포
역대 스웨덴 의회의 정당별 의석 분포는 아래와 같다.

#### 의석분포 (1914–1968)
| 64 | 101 | 65 |

| 73 | 71 | 86 |

| 87 | 57 | 86 |

| 11 | 86 | 12 | 62 | 59 |

|  | 75 |  | 29 | 47 | 70 |

| 13 | 93 | 21 | 41 | 62 |

|  | 104 | 23 | 28 |  | 65 |

| 227 |

|  | 90 | 27 | 28 |  | 73 |

| 227 |

|  |  | 104 | 36 | 24 | 58 |

| 225 |

|  |  | 112 | 36 | 27 | 44 |

| 220 |

|  | 134 | 28 | 23 | 42 |

| 213 |

| 15 | 115 | 35 | 26 | 39 |

| 212 |

|  | 112 | 30 | 57 | 23 |

| 208 |

|  | 110 | 26 | 58 | 31 |

| 202 |

|  | 106 | 19 | 58 | 42 |

| 202 |

|  | 111 | 32 | 38 | 45 |

| 200 |

|  | 114 | 34 | 40 | 39 |

| 199 |

|  | 113 | 36 | 43 | 33 |

| 202 |

|  | 125 | 39 | 34 | 32 |

#### 의석분포 (1970–2018)
| 17 | 163 | 71 | 58 | 41 |

| 19 | 156 | 90 | 34 | 51 |

| 276 | 74 |

| 17 | 152 | 86 | 39 | 55 |

| 274 | 75 |

| 20 | 154 | 64 | 38 | 73 |

| 257 | 92 |

| 20 | 166 | 56 | 21 | 86 |

| 254 | 95 |

| 19 | 159 | 44 | 51 | 76 |

| 241 | 108 |

| 21 | 156 | 20 | 42 | 44 | 66 |

| 227 | 122 |

| 16 | 138 | 25 | 31 | 33 | 26 | 80 |

| 234 | 115 |

| 22 | 161 | 18 | 27 | 26 |  | 80 |

| 208 | 141 |

| 43 | 131 | 16 | 18 | 17 | 42 | 82 |

| 200 | 149 |

| 30 | 144 | 17 | 22 | 48 | 33 | 55 |

| 191 | 158 |

| 22 | 130 | 19 | 29 | 28 | 24 | 97 |

| 184 | 165 |

| 19 | 112 | 25 | 20 | 23 | 24 | 19 | 107 |

| 192 | 157 |

| 21 | 113 | 25 | 49 | 22 | 19 | 16 | 84 |

| 197 | 152 |

| 28 | 101 |  | 62 | 31 | 19 | 23 | 70 |

## 참고자료
- 스웨덴 의회 홈페이지 의회 소개 자료
- 스웨덴 선거관리위원회 선거제도 소개 자료